# Arbeitsamt der Deutschsprachigen Gemeinschaft Belgiens
Das Arbeitsamt der Deutschsprachigen Gemeinschaft Belgiens (abgekürzt ADG) ist für die Beschäftigung und Ausbildung in der Deutschsprachigen Gemeinschaft in Belgien zuständig. Es verfügt über eine Funktion ähnlich dem Vlaamse Dienst voor Arbeidsbemiddeling en Beroepsopleiding (VDAB) in Flandern, FORmation-EMploi (FOREM) in der Wallonischen Region und Actiris in der Region Brüssel-Hauptstadt und hilft Arbeitssuchenden, einen Arbeitsplatz bzw. eine geeignete Ausbildungsstelle zu finden.

## Beschreibung
Das ADG wurde durch ein Dekret des damaligen Rates der Deutschsprachigen Gemeinschaft (heute: Parlament der Deutschsprachigen Gemeinschaft) am 1. Januar 2000 eingerichtet und ist damit deutlich jünger als der VDAB in Flandern und FOREM in der Wallonie, die bereits in den späten 80er Jahren eingerichtet wurden. Bis zur Errichtung des ADG war FOREM auch für die Deutschsprachige Gemeinschaft Belgiens zuständig.
Die Wahl des Namens wurde durch die damals in Deutschland benutzte Terminologie geleitet, wo später jedoch eine Umbenennung in Agentur für Arbeit stattfand.
Das ADG hat einen halbstaatlichen Charakter. Das heißt, es besitzt Rechtspersönlichkeit und wird von einem Vorstand geleitet, aber unter der Aufsicht der Regierung der Deutschsprachigen Gemeinschaft Belgiens.
Das ADG verfügt über jeweils eine Dienststelle in Eupen und Sankt Vith, einen „Treffpunkt Job“ in Kelmis sowie vier Berufsbildungszentren, die sich in Eupen und Sankt Vith befinden.